# Denham Green
Denham Green es un barrio de la villa de Denham, situada en Buckinghamshire, Inglaterra (Reino Unido). Fue disuelto por la Oficina Nacional de Estadísticas como localidad (built-up area, BUA) para el censo de 2021.